# Una bionda in paradiso
Una bionda in paradiso (Topper Returns) è un film commedia del 1941 diretto da Roy Del Ruth con Billie Burke e Joan Blondell.
Il film è stato distribuito negli USA il 21 marzo 1941.

## Produzione
Il film fu prodotto dalla Hal Roach Studios.

## Distribuzione
Presentato da Hal Roach, il film venne distribuito negli USA attraverso l'United Artists il 21 marzo 1941.

In Italia venne distribuito dopo la guerra, nel 1947.